# Họ Vượn
Họ Vượn (danh pháp khoa học: Hylobatidae) là một họ chứa các loài vượn. Các loài hiện còn sinh tồn được chia ra thành 4 chi, dựa trên số lượng nhiễm sắc thể lưỡng bội của chúng: Hylobates (44), Hoolock (38), Nomascus (52), và Symphalangus (50). Loài tuyệt chủng Bunopithecus sericus là vượn hay linh trưởng giống như vượn, cho tới gần đây vẫn được coi là có liên hệ gần với vượn mày trắng (Hoolock). Các loài vượn còn sinh tồn sinh sống trong các rừng già nhiệt đới và cận nhiệt đới từ đông bắc Ấn Độ tới Indonesia, bao gồm cả các đảo như Sumatra, Borneo và Java, và về phía bắc tới miền Hoa Nam.
Còn được gọi là vượn nhỏ hay vượn loại nhỏ (tiếng Anh: lesser apes), loài vượn thuộc họ này khác với các loài vượn lớn (great apes) thuộc họ Người như tinh tinh, khỉ đột, đười ươi và con người ở chỗ tầm vóc nhỏ hơn, có mức độ dị hình giới tính thấp, không làm tổ và ở một số chi tiết cơ thể nhất định, trong đó chúng giống với các loài khỉ thường hơn là giống với vượn lớn. Các loài vượn nhỏ cũng kết đôi vĩnh cửu, không giống như các loài vượn lớn. Loài vượn nhỏ cũng vượt trội trong loài thú khi di chuyển bằng cách chuyền cành bằng hai tay, đu từ cành này sang cành khác có thể với khoảng cách lên tới 15 m (50 ft), với vận tốc cao tới 56 km/h (35 mph). Chúng cũng có thể nhảy xa tới 8 m (26 ft), và đôi khi đi lại bằng hai chân với hai tay giơ lên để giữ thăng bằng. Chúng nhanh nhẹn và uyển chuyển nhất trong số các loài thú sống trên cây cao mà không biết bay.
Tùy từng loài và phụ thuộc vào giới tính mà bộ lông của vượn có thể có màu từ nâu sẫm tới nâu nhạt, có khi đốm loang màu đen hay trắng. Vượn toàn trắng rất hiếm.
Trong số các loài vượn có vượn mực, vượn tay trắng, vượn mày trắng. Vượn mực (Symphalangus syndactylus), loài vượn to lớn nhất, được phân biệt bởi 2 ngón chân trên mỗi chân hợp lại, vì thế mà có tên gọi cho chi Symphalangus và tên định danh loài syndactylus.

## Cơ thể học

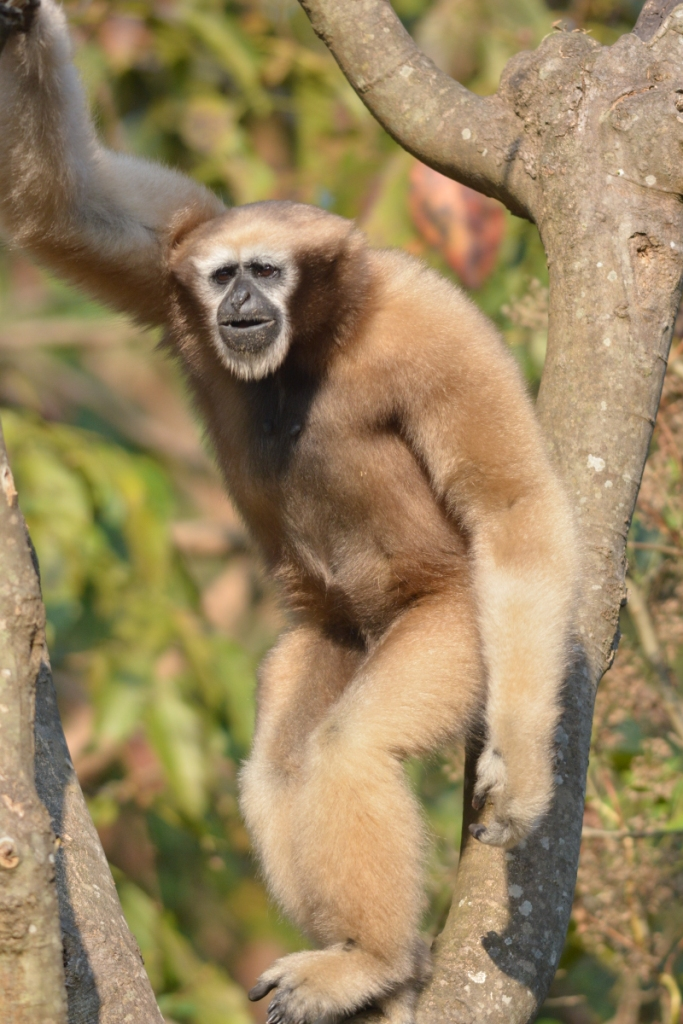
Một con vượn

Một đặc điểm trong cơ thể loài vượn là khớp xương cầu ổ (ball and socket joint) ở cổ tay cho phép khớp xương đó chuyển động theo hai trục. Ưu điểm này khiến vượn không cần phát triển sức mạnh tuyệt đối ở vai và thân trên. Khớp xương vai cũng vì vậy giảm bớt sức giãn kéo khi vượn đu chuyền. Tỷ lệ tay chân so với thân mình của vượn cao hơn các loài thú khác nên tầm với của vượn khá dài. Khoảng cách giữa ngón thứ nhất (ngón cái) và ngón thứ hai (ngón trỏ) cũng lớn, giúp vượn nắm chắc.
Lông vượn thường là màu đen, xám, ánh nâu, có thể thêm đốm hay vệt màu trắng trên tay, chân và mặt. Vượn đực đôi khi có các vệt sẫm màu lẫn trong mảng màu trắng. Một số loài có bướu lớn ở cổ họng với chức năng làm hộp cộng hưởng khi hú. Kích thước bướu có thể to gần bằng đầu con vật.
Hộp sọ và răng vượn tương tự như ở các loài vượn lớn, còn mũi của chúng thì giống như mũi của tất cả các loài linh trưởng mũi hẹp. Công thức răng của chúng là {\displaystyle {\tfrac {2.1.2.3}{2.1.2.3}}}.

## Tập tính
Vượn là động vật sinh sống thành bầy kiểu xã hội tập thể. Mỗi đàn chiếm cứ lấy một khu vực và sẵn sàng bảo vệ lãnh thổ bằng cách kêu hú hoặc phô trương. Tiếng vượn hú có thể vang vọng đến 1 km, thường là tiếng kêu của cặp vượn phối ngẫu. Đôi khi vượn con cũng tham gia. Khi vượn hú riêng lẻ thì thông thường là vượn đực (họa hoằn mới là con cái) kêu hú để tìm bạn, mời gọi bạn tình hoặc thông báo khu vực chiếm hữu. Nếu ưa thích tiếng hú thì vượn khác phái sẽ tìm gặp, kết thân rồi giao hợp. Thời gian giao hợp có thể kéo dài tới 3 ngày với nhiều lượt giao cấu. Tiếng đôi vượn đùa hót trong thời điểm này khiến chúng dễ bị thợ săn tìm bắt, cung cấp thịt cho thị trường mua bán động vật hoang dã, trong đó có ngành y dược dân gian thu mua nhiều bộ phận. Vì mỗi loài vượn có tiếng hú riêng nên qua tiếng hú, khoa học có thể nhận dạng từng loài và xác định môi trường sinh sống của chúng.
Các khớp xương cầu ổ (tiếng Anh: ball and socket joint) ở tay vượn cho phép chúng đu chuyền trên cây cao rất nhanh và chính xác. Tuy nhiên nếu lỡ tuột tay hoặc khi cành gãy thì vượn dễ bị chấn thương; khoa học ước tính thì trung bình mỗi con vượn gãy xương ít nhất một lần trong cuộc đời.

## Tình trạng bảo tồn
Phần lớn các loài đều ở tình trạng bị đe dọa hay nguy cấp, chủ yếu là do sự xuống cấp hay sự phá hủy môi trường rừng của chúng.

## Phân loại
- Họ Hylobatidae: vượn[2][7][8]
  - Chi Hylobates: vượn lùn
    - Vượn tay trắng, Hylobates lar

Cây phát sinh siêu họ Hominoidea.

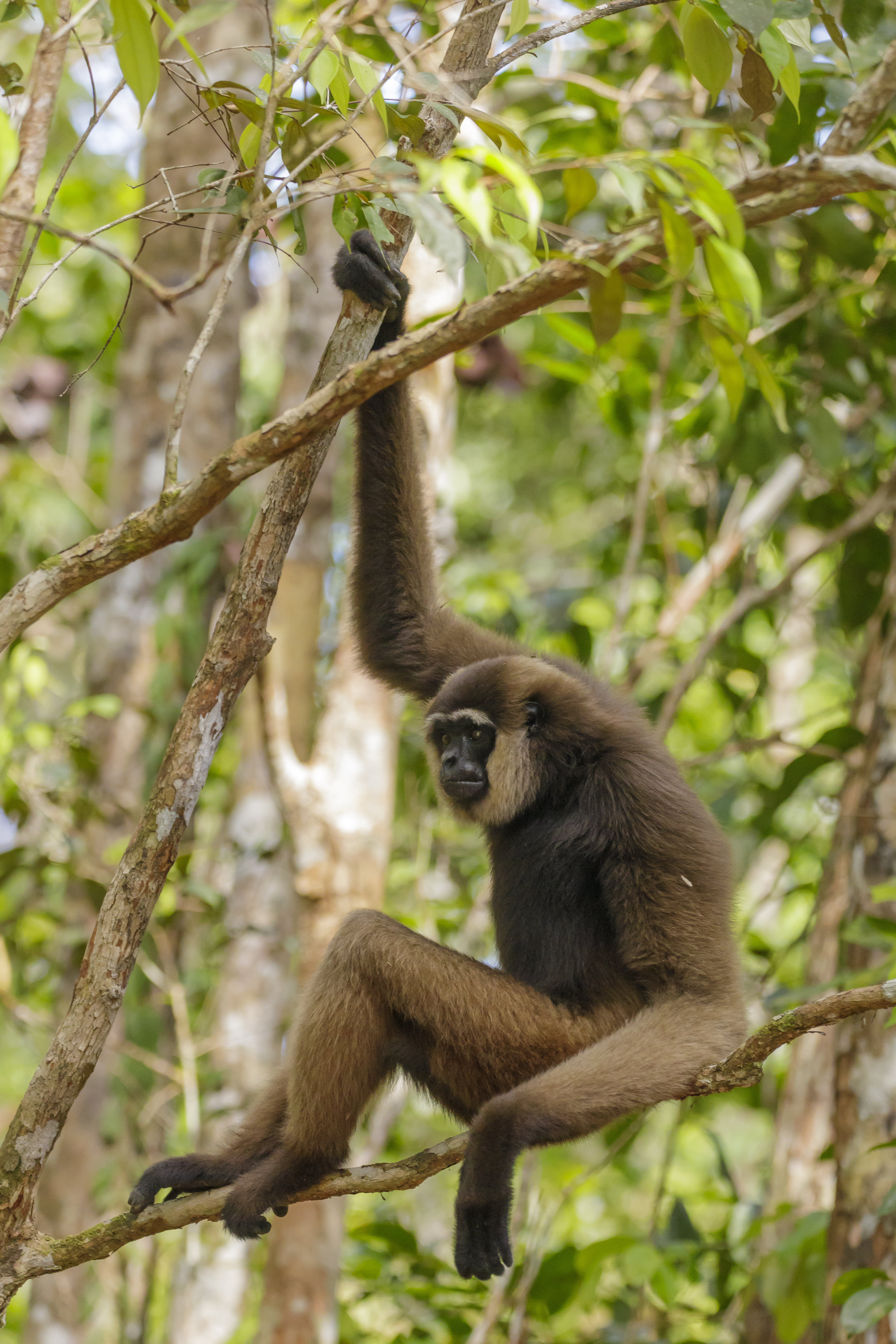
Vượn tay đen

      - Vượn tay trắng Malaysia, Hylobates lar lar
      - Vượn tay trắng Carpenter, Hylobates lar carpenteri
      - Vượn tay trắng miền trung, Hylobates lar entelloides
      - Vượn tay trắng Sumatra, Hylobates lar vestitus
      - Vượn tay trắng Vân Nam, Hylobates lar yunnanensis

    - Vượn râu trắng Borneo, Hylobates albibarbis
    - Vượn tay đen, Hylobates agilis
    - Vượn Borneo Müller, Hylobates muelleri
      - Vượn xám Müller, Hylobates muelleri muelleri
      - Vượn xám Abbott, Hylobates muelleri abbotti
      - Vượn xám miền bắc, Hylobates muelleri funereus

    - Vượn bạc, Hylobates moloch
      - Vượn bạc miền tây hay vượn miền tây Java, Hylobates moloch moloch
      - Vượn bạc miền đông hay vượn Trung Java, Hylobates moloch pongoalsoni

    - Vượn pilê, Hylobates pileatus
    - Vượn Kloss hay vượn Mentawai hoặc vượn Bilou, Hylobates klossii

  - Chi Hoolock
    - Vượn mày trắng miền tây, Hoolock hoolock
    - Vượn mày trắng miền đông, Hoolock leuconedys

  - Chi Symphalangus
    - Vượn mực, Symphalangus syndactylus

  - Chi Nomascus: vượn mào
    - Vượn mào đen má hung Trung bộ, Nomascus annamensis
    - Vượn đen tuyền tây bắc, Nomascus concolor
      - Nomascus concolor concolor: Bắc Bộ, Việt Nam.
      - Nomascus concolor lu: Lào.
      - Nomascus concolor jingdongensis: Trung Vân Nam.
      - Nomascus concolor furvogaster: Tây Vân Nam.

    - Vượn đen Đông Bắc, Nomascus nasutus
      - Vượn Cao Vít, Nomascus nasutus nasutus
      - Vượn mào đen Hải Nam, Nomascus nasutus hainanus

    - Vượn đen má trắng hay vượn đen bạc má, Nomascus leucogenys
    - Vượn Siki hay vượn má trắng phương nam, Nomascus siki
    - Vượn đen má hung, Nomascus gabriellae

## Tiến hóa
Xác định niên đại tiến hóa của Họ vượn không dễ. Phỏng tính có cơ sở khoa học nhất hiện nay đặt chi Nomascus phân tách khỏi nhánh chính khoảng 8 triệu năm trước (Ma); Symphalangus và Hylobates tách ra khoảng 7 Ma. Ở cấp từng loài một thì Hylobates pileatus tách ra khỏi Hylobates lar và Hylobates agilis khoảng 3,9 Ma, còn Hylobates lar và Hylobates agilis chia đôi thành hai loài riêng biệt khoảng 3,3 Ma.
Khoa học đã dùng nhiều dữ liệu khác nhau để phân định Họ vượn, trong đó ngoài hình dạng cơ thể còn có thanh âm tiếng hót, nhiễm sắc thể và những phần tử di tố.
Một điểm đồng thuận trong các công trình nghiên cứu là Họ vượn Hylobatidae có thể chia thành 4 chi đơn ngành: Hylobates, Symphalangus, Nomascus và Hoolock. Tuy nhiên, các nghiên cứu về mặt di tố vẫn có mâu thuẫn ở hai khía cạnh cơ bản. Thứ nhất, không có sự đồng thuận về mối quan hệ giữa 4 chi này. Một vài nghiên cứu di truyền đặt Nomascus như là đơn vị phân loại cơ sở nhất, trong khi các nghiên cứu khác, bao gồm cả các nghiên cứu dựa trên dữ liệu nhiễm sắc thể, lại hỗ trợ cho vị trí cơ sở của chi Hoolock. Chứng cứ hình thái hỗ trợ cho vị trí cơ sở của Symphalangus. Thứ hai, trong phạm vi chi Hylobates có sự không chắc chắn đáng kể liên quan tới mối quan hệ giữa các loài khác nhau. Một câu hỏi quan trọng liên quan tới vị trí của thành viên cơ sở nhất của chi Hylobates. Loài Hylobates pileatus đã từng được gợi ý là cơ sở nhất của chi này trong các nghiên cứu dựa trên dữ liệu phân tử và hình thái, trong khi các phân tích khác lại hỗ trợ cho Hylobates klossii như là thành viên cơ sở nhất của Hylobates.
Sử dụng phát sinh chủng loài phân tử, có các diễn giải khác biệt về lịch sử tiến hóa của họ Hylobatidae. Chatterjee (2006) đưa ra kịch bản trong đó Hylobatidae bắt đầu sự phân tỏa của mình tại miền đông Đông Dương vào khoảng 10,5 Ma và các sóng phân tỏa sau đó xảy ra chủ yếu theo hướng nam, với sự phân tỏa của chi Hoolock về phía tây. Whittaker và ctv. (2007) đã xem xét chi Hylobates và gợi ý một sự bành trướng địa sinh học nói chung theo hướng bắc-nam. Thịnh và ctv. (2010) lại gợi ý rằng sự phân tỏa vượn liên loài xảy ra trên đại lục Đông Nam Á trong thế Miocen, đặc biệt là trong khu vực ngày nay là dãy núi Hoành Đoạn. Sau đó, các chi di cư tới khu vực hiện tại của chúng ngày nay trên đại lục. Điều này sau đó được nối tiếp bằng sự mở rộng theo hướng nam của chi Hylobates vào thềm Sunda, nơi chủ yếu xảy ra sự hình thành loài dị vực.
Theo Israﬁl và ctv. (2011) thì họ Hylobatidae hình thành khoảng 21,8 Ma (19,7-24,1 Ma), với sự phân tỏa của họ này thành Hoolock diễn ra khoảng 7,3 Ma (6,4–8,0 Ma). Sự phân tỏa tiếp theo của Nomascus và tổ hợp Symphalangus + Hylobates xảy ra ngay sau đó (7,0 Ma và 6,4 Ma). Sự phân tỏa của chi Hylobates xảy ra vào khoảng 3,5 Ma (3,1–4,0 Ma).
Cây phát sinh chủng loài dưới đây lấy theo Israfil và ctv. (2011) .
|  | Nomascus                                                   |
|  |                                                            |
|  | \| \| Symphalangus \| \| \| \| \| \| Hylobates \| \| \| \| |
|  |                                                            |
|  | Symphalangus                                               |
|  |                                                            |
|  | Hylobates                                                  |
|  |                                                            |

|  | Symphalangus |
|  |              |
|  | Hylobates    |
|  |              |

|  | Nomascus                                                   |
|  |                                                            |
|  | \| \| Symphalangus \| \| \| \| \| \| Hylobates \| \| \| \| |
|  |                                                            |
|  | Symphalangus                                               |
|  |                                                            |
|  | Hylobates                                                  |
|  |                                                            |

|  | Symphalangus |
|  |              |
|  | Hylobates    |
|  |              |

## Lai ghép
Nhiều loài vượn khó nhận dạng nếu chỉ dựa vào màu sắc bộ lông, và được nhận dạng nhờ giọng hú hay phân tích gen.

## Trong văn hóa truyền thống

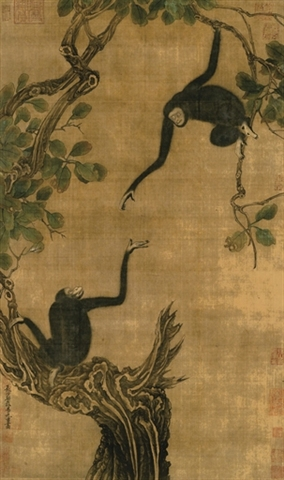
Bức họa "Hai con vượn trên cây sồi" của họa sĩ thời Tống, Dịch Nguyên Cát

### Việt Nam
Con vượn có mặt trong văn chương truyền khẩu của người Việt như trong bài dân ca "Lý qua đèo" ở Huế hay "Ăn ở trong rừng" thuộc Quan họ Bắc Ninh. Ca trù có điệu xẩm huê tình cũng nhắc đến vượn. Ca dao thì có câu nhắc đến vượn để trỏ ý xa xôi, hoang dã như trong câu ca dao miền Nam:
Má ơi! Đừng gả con xa
Chim kêu vượn hú biết nhà má đâu.
Tục ngữ về vượn có câu: Vượn lìa cây có ngày vượn rũ. Trong văn học thì hai tác phẩm lớn là Truyện Kiều và Lục Vân Tiên đều có nhắc tới vượn, nhất là tiếng hú (còn gọi là hót) của chúng. Trong tín ngưỡng Tứ phủ hình bóng con vượn hiện ra biểu tượng cho miền núi hoang sơ khi vượn ra mắt dâng cúng hoa quả.

### Trung Hoa
Vượn có mặt ở vùng Hoa Nam ít nhất là cho tới thời nhà Tống. Khoảng thế kỷ 14 trở đi vì hệ sinh thái bị con người phá hoại nên loài vượn dần vắng bóng. Văn chương Trung Hoa thời cổ cho con vượn là "quý phái", ví như "quân tử" (君子) của rừng xanh trong khi giống khỉ vàng bị thức ăn của con người mua chuộc. Đạo Lão thì thêu dệt tính chất huyền bí cho loài vượn và cho rằng chúng có thể sống tới nghìn năm và biến thành người. Mỹ thuật Trung Hoa ghi lại hình dáng con vượn từ thế kỷ 3-4 TCN (thời nhà Chu). Chúng còn là đề tài cho họa sĩ thời nhà Tống và đầu thời nhà Nguyên như Dịch Nguyên Cát và Mục Khê Pháp Thường vẽ lại rất trung thực.

### Nhật Bản
Qua ảnh hưởng của văn hóa Trung Hoa, mô típ Thiền "vượn bắt ánh trăng trong nước" cũng đã trở thành phổ biến trong hội họa Nhật Bản, mặc dù không có loài vượn nào sống trong tự nhiên tại Nhật Bản.

## Thư viện ảnh

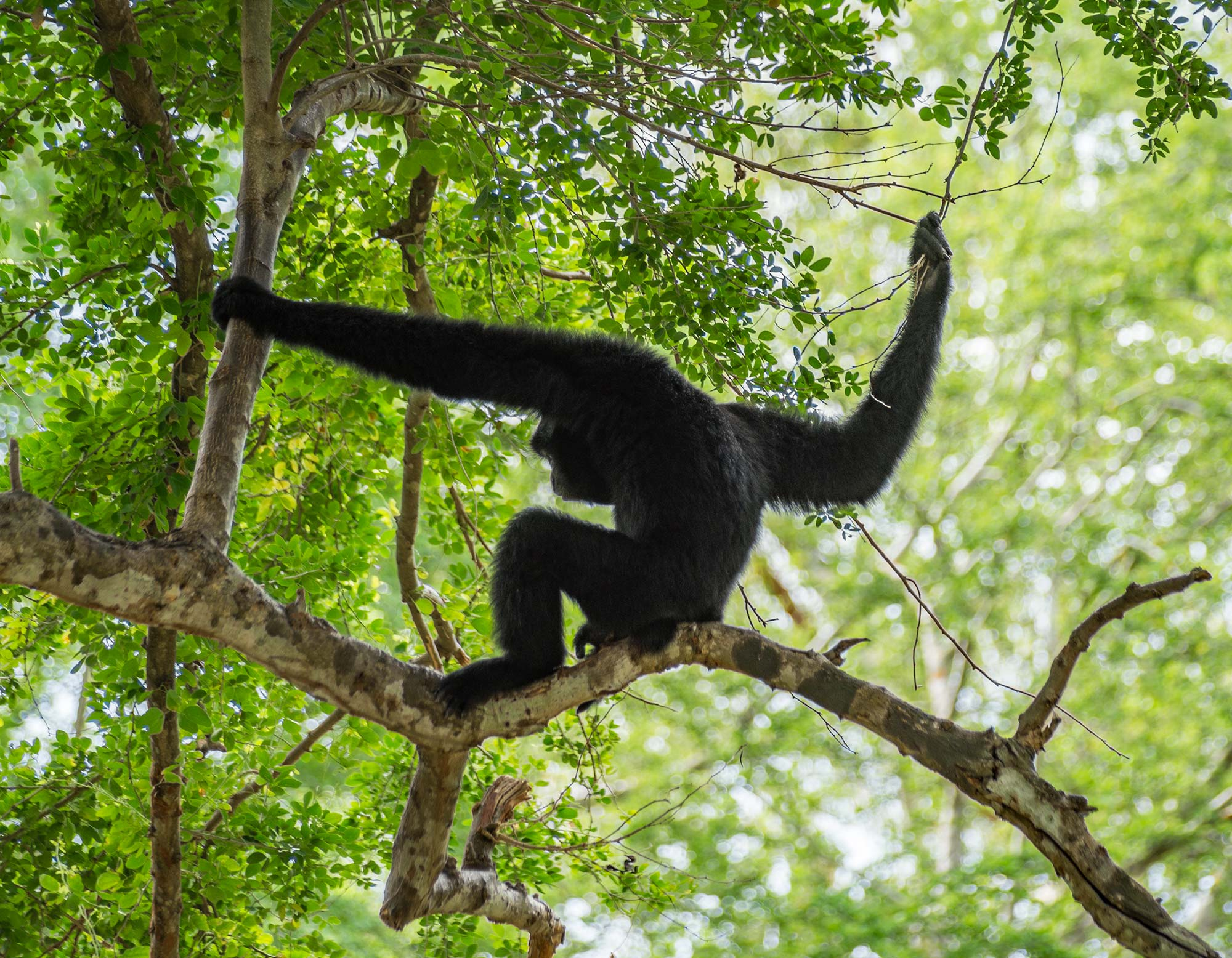
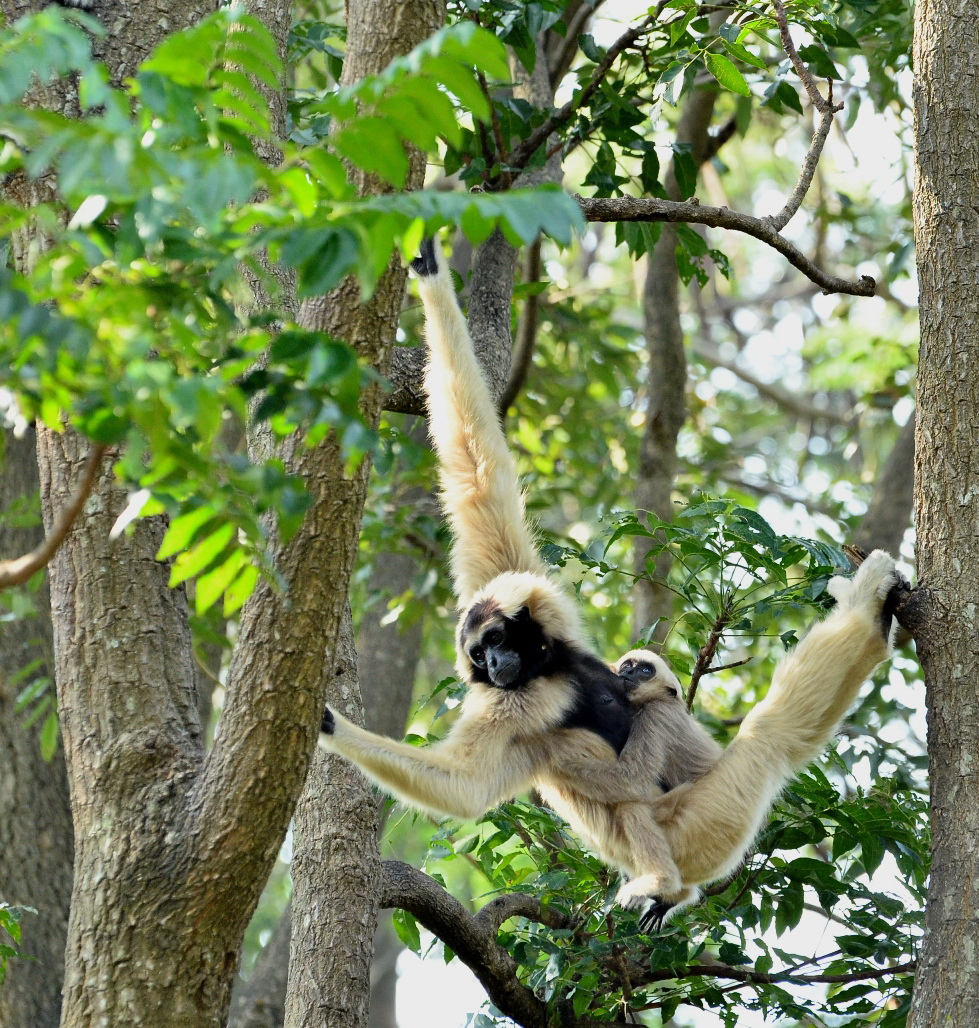
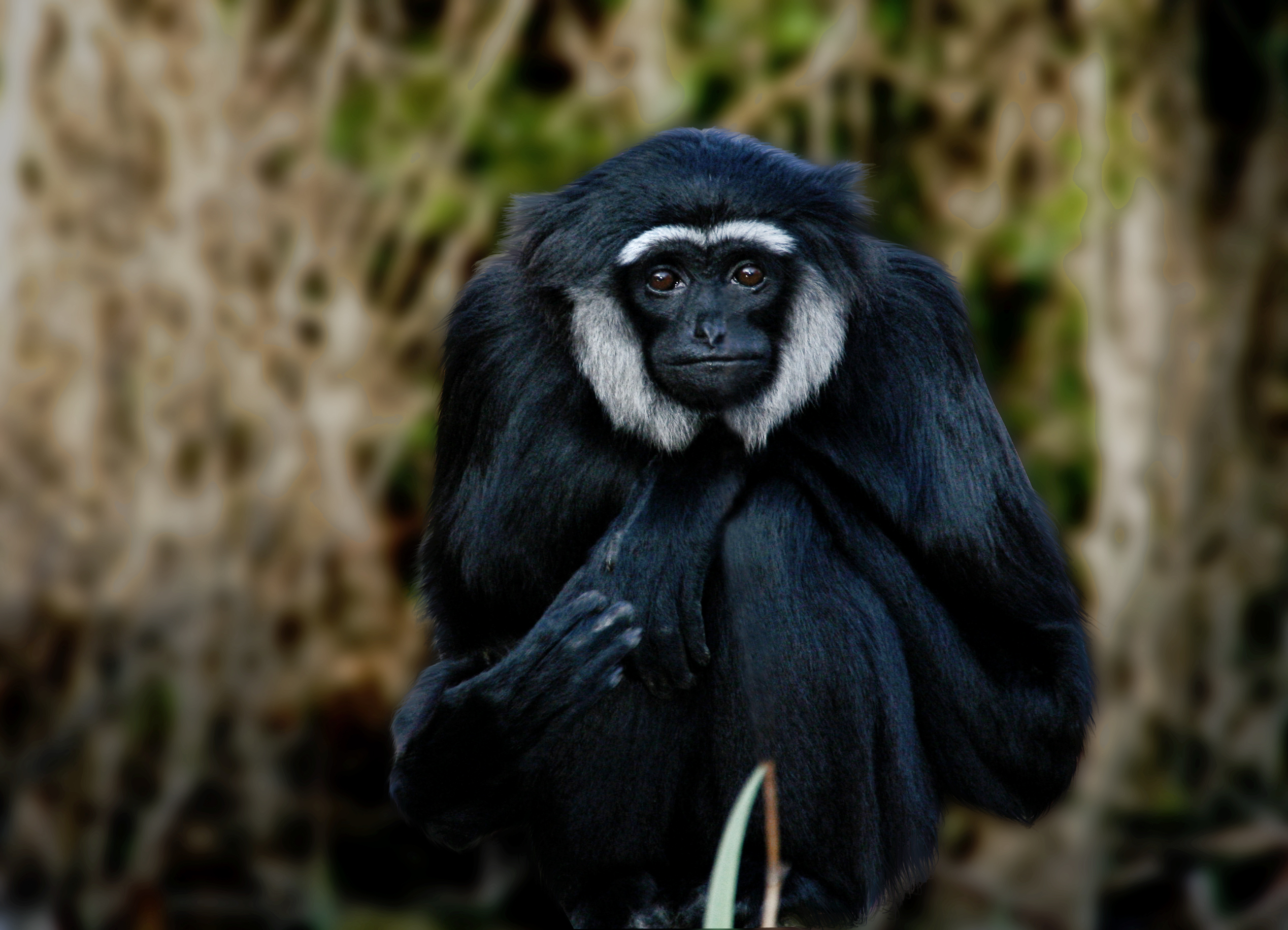
Vượn tay đen (Hylobates agilis).
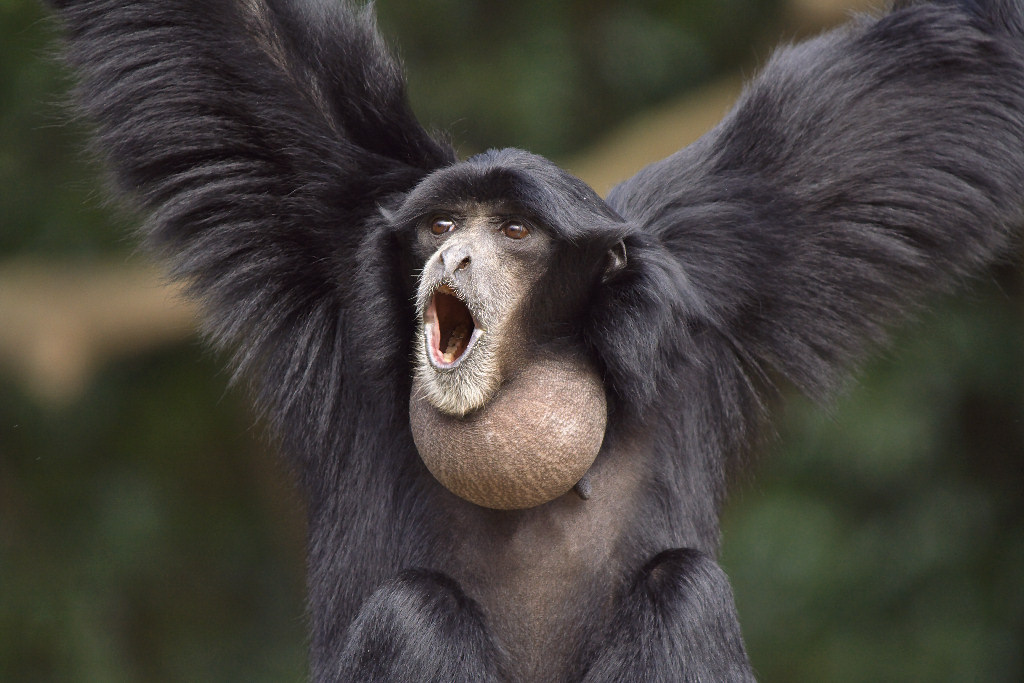
Vượn mực (Symphalangus syndactylus).
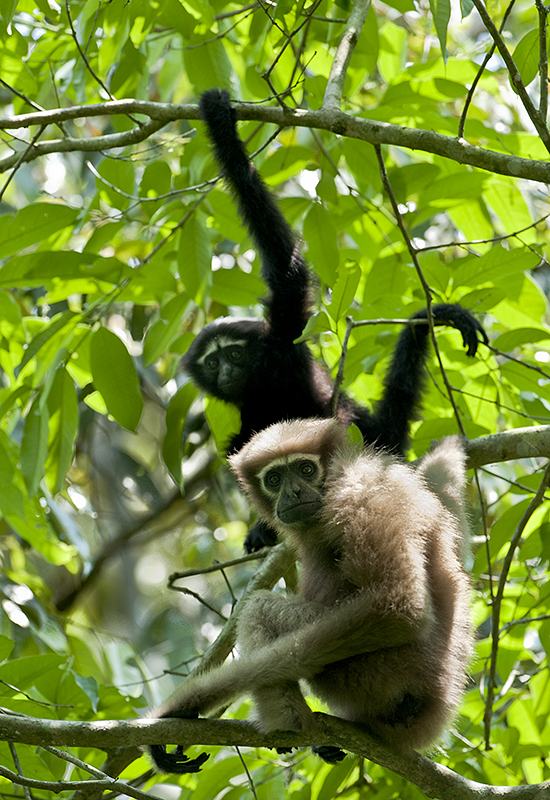
Vượn mày trắng miền tây (Hoolock hoolock).
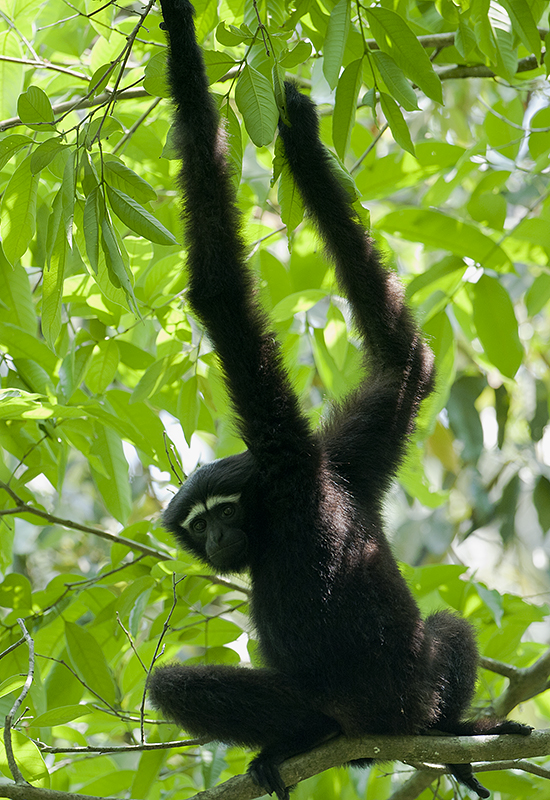
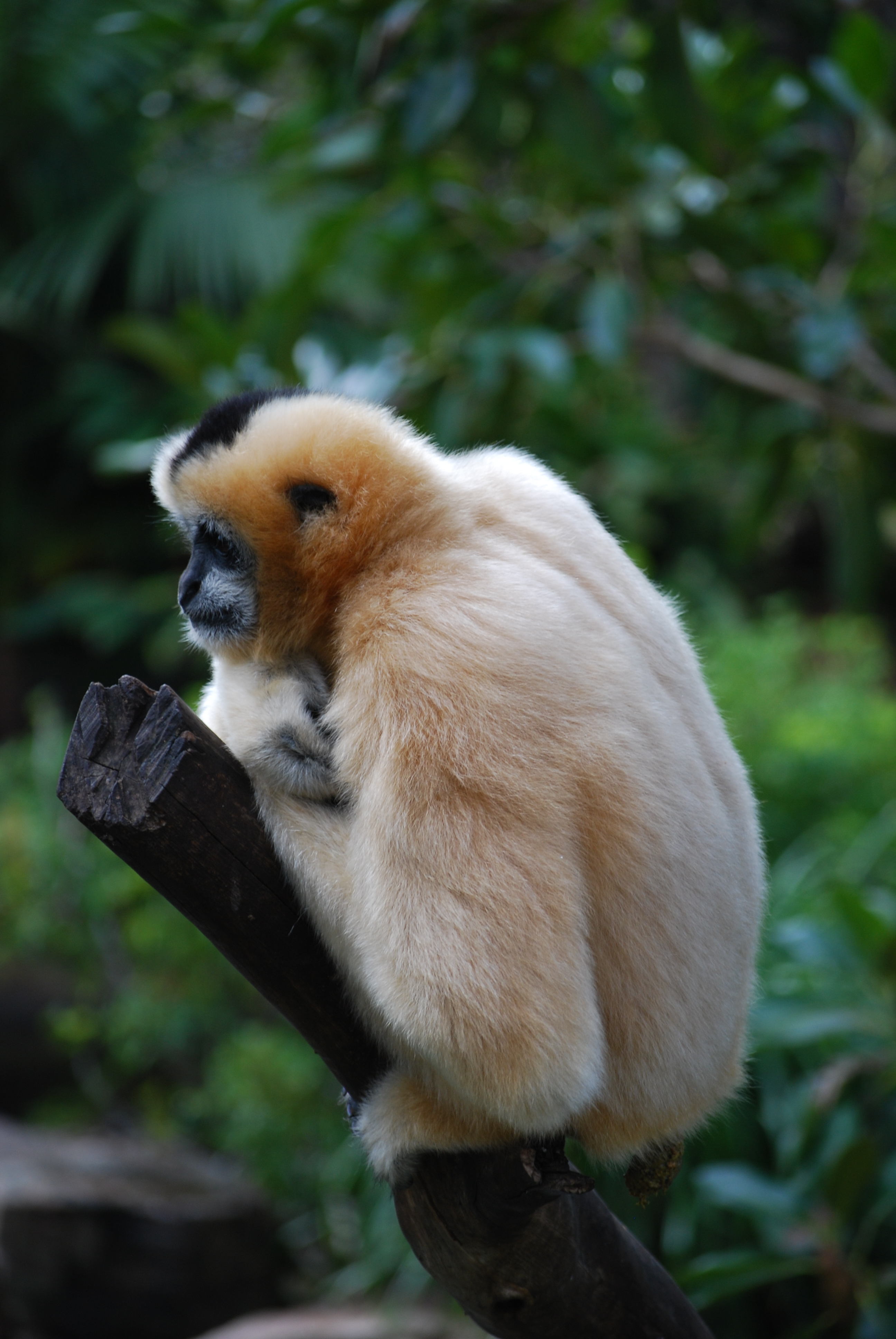
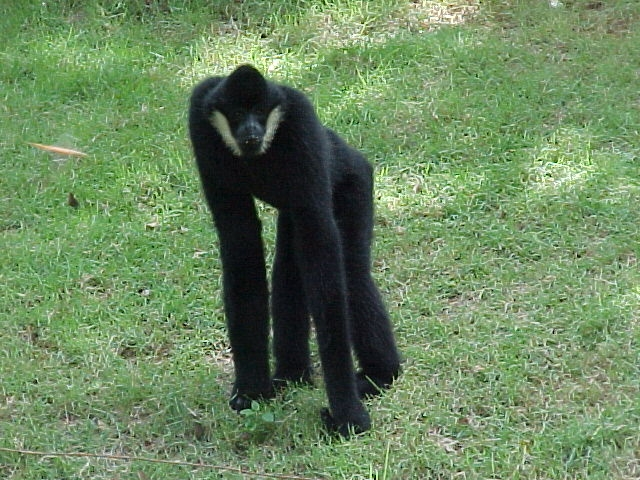
Vượn đen má trắng (Nomascus leucogenys).
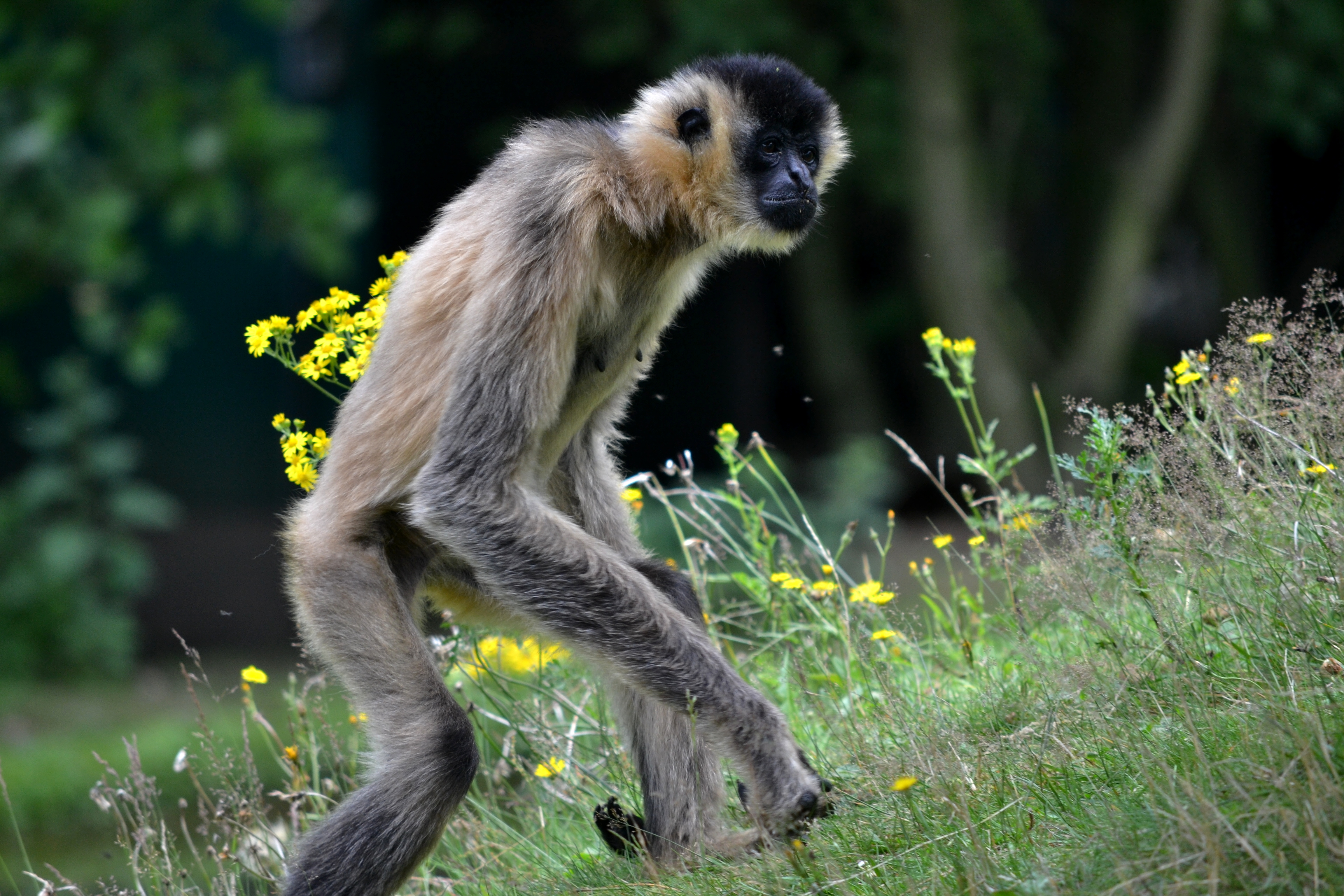
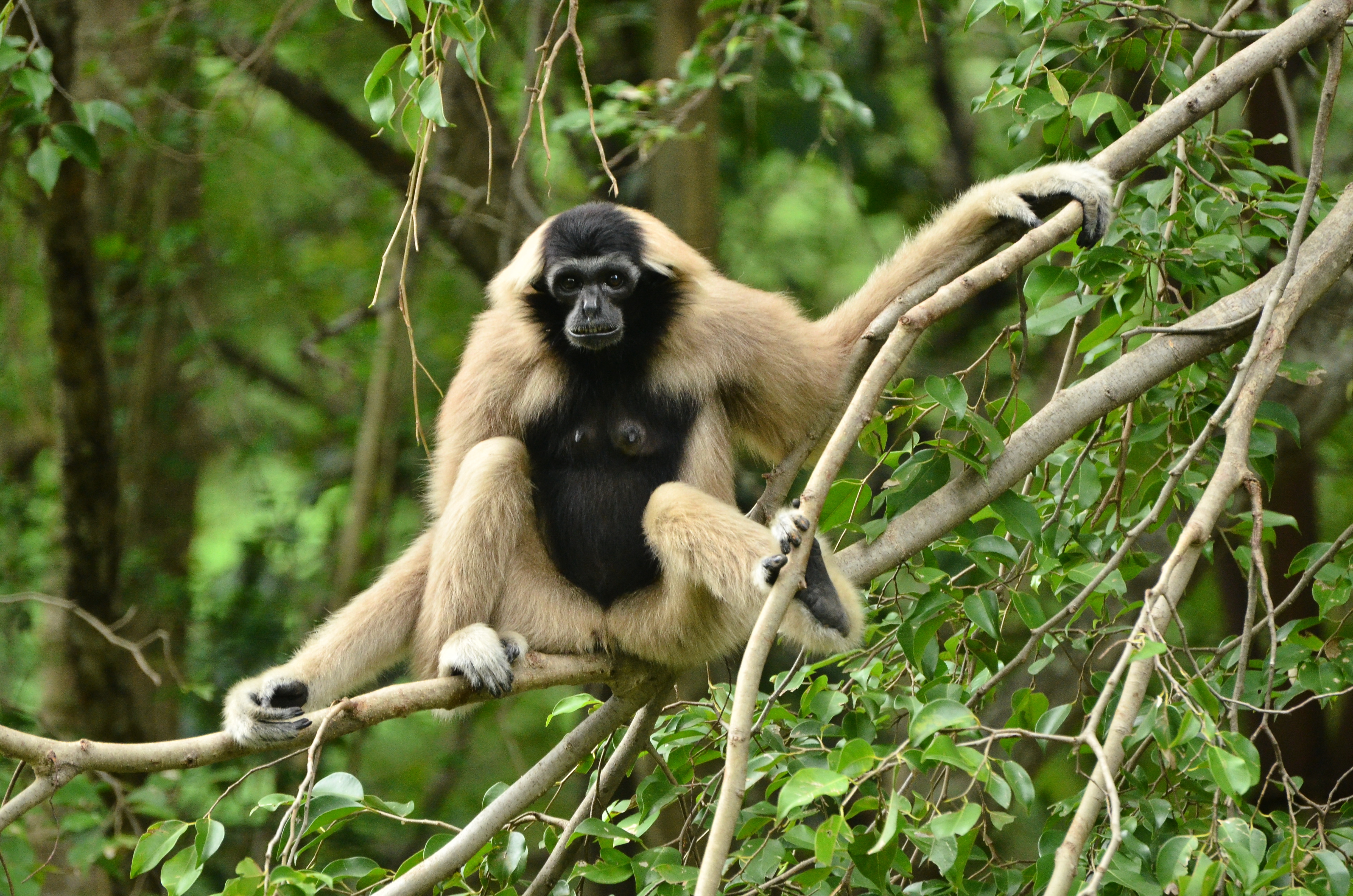
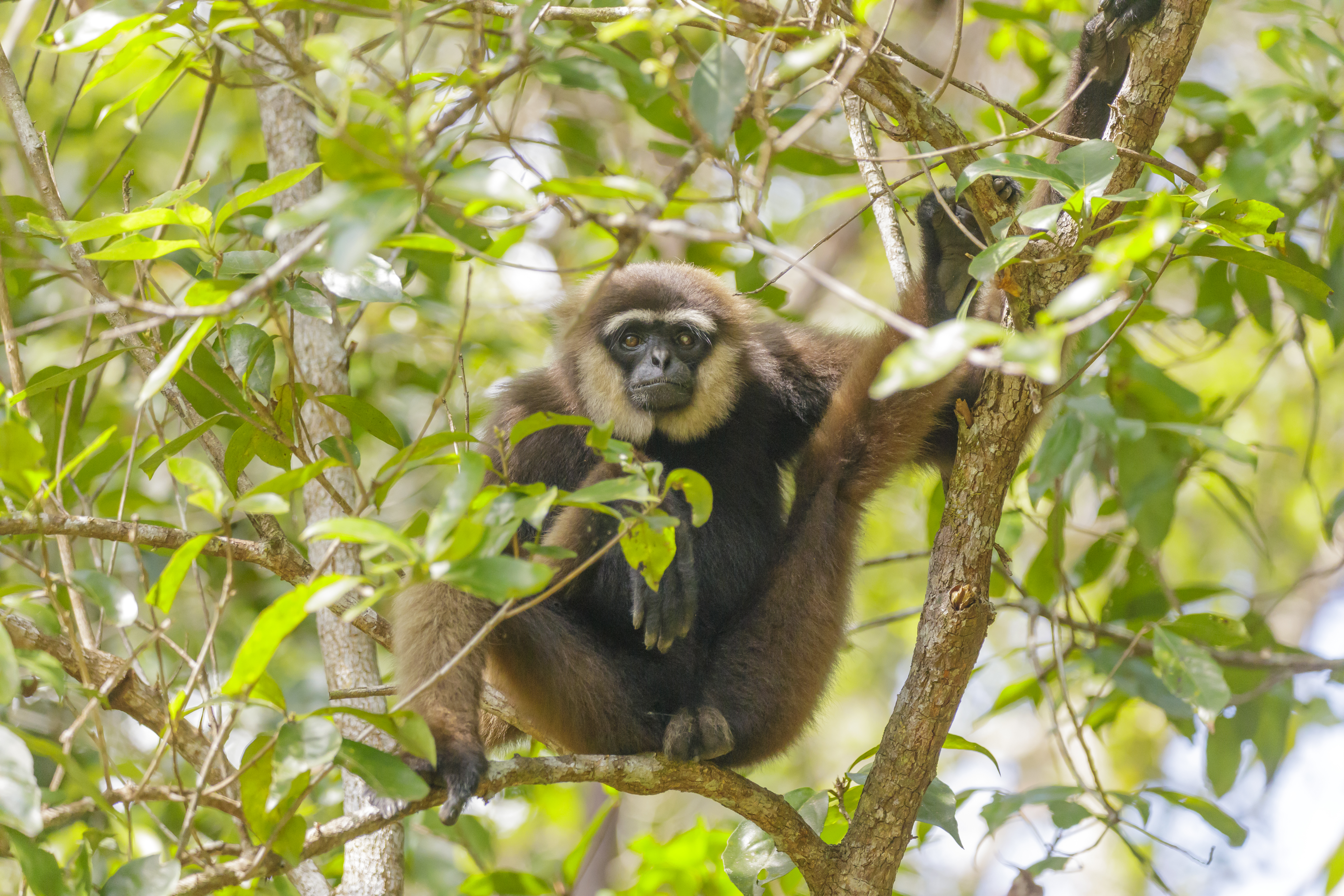
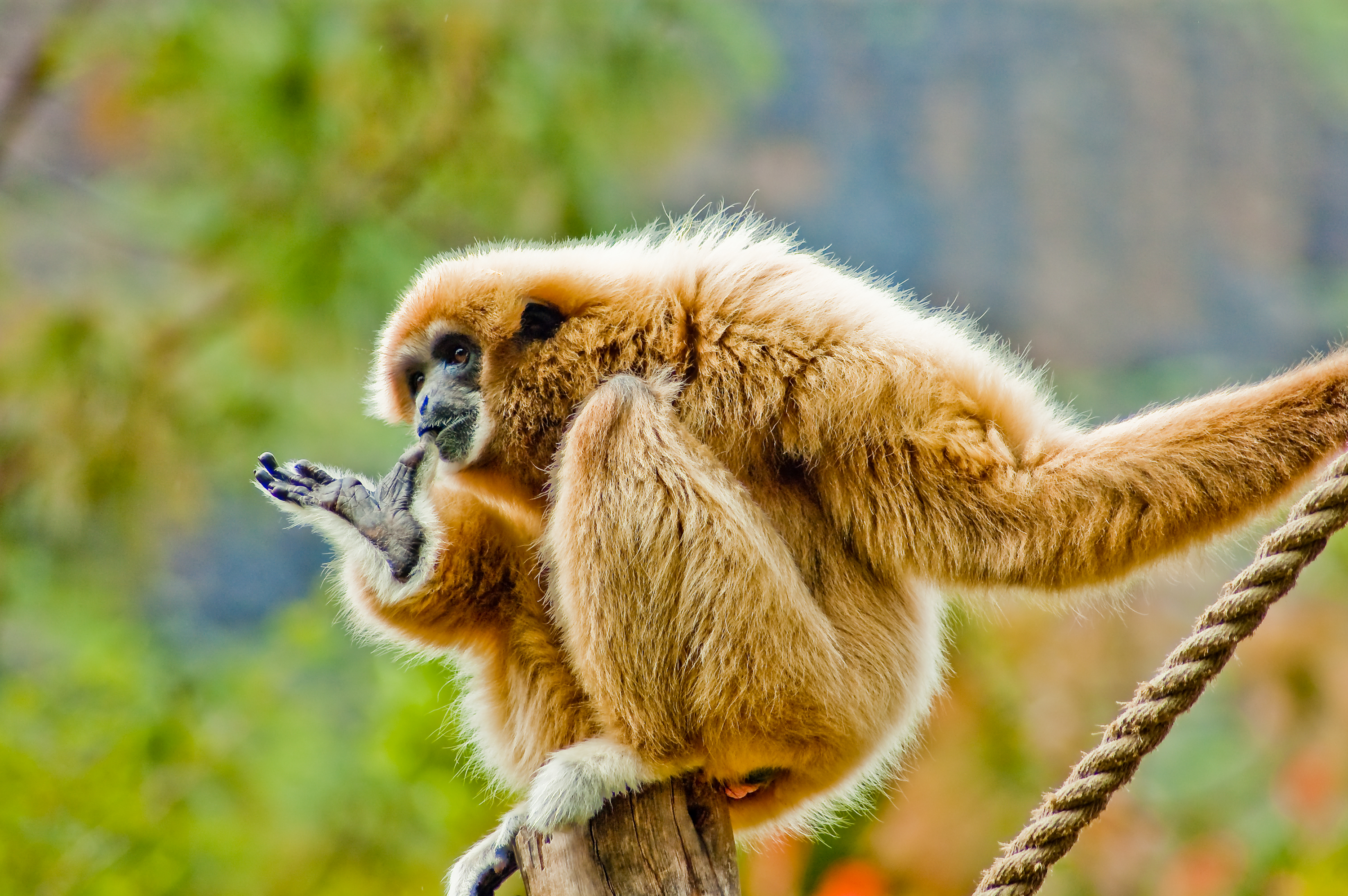
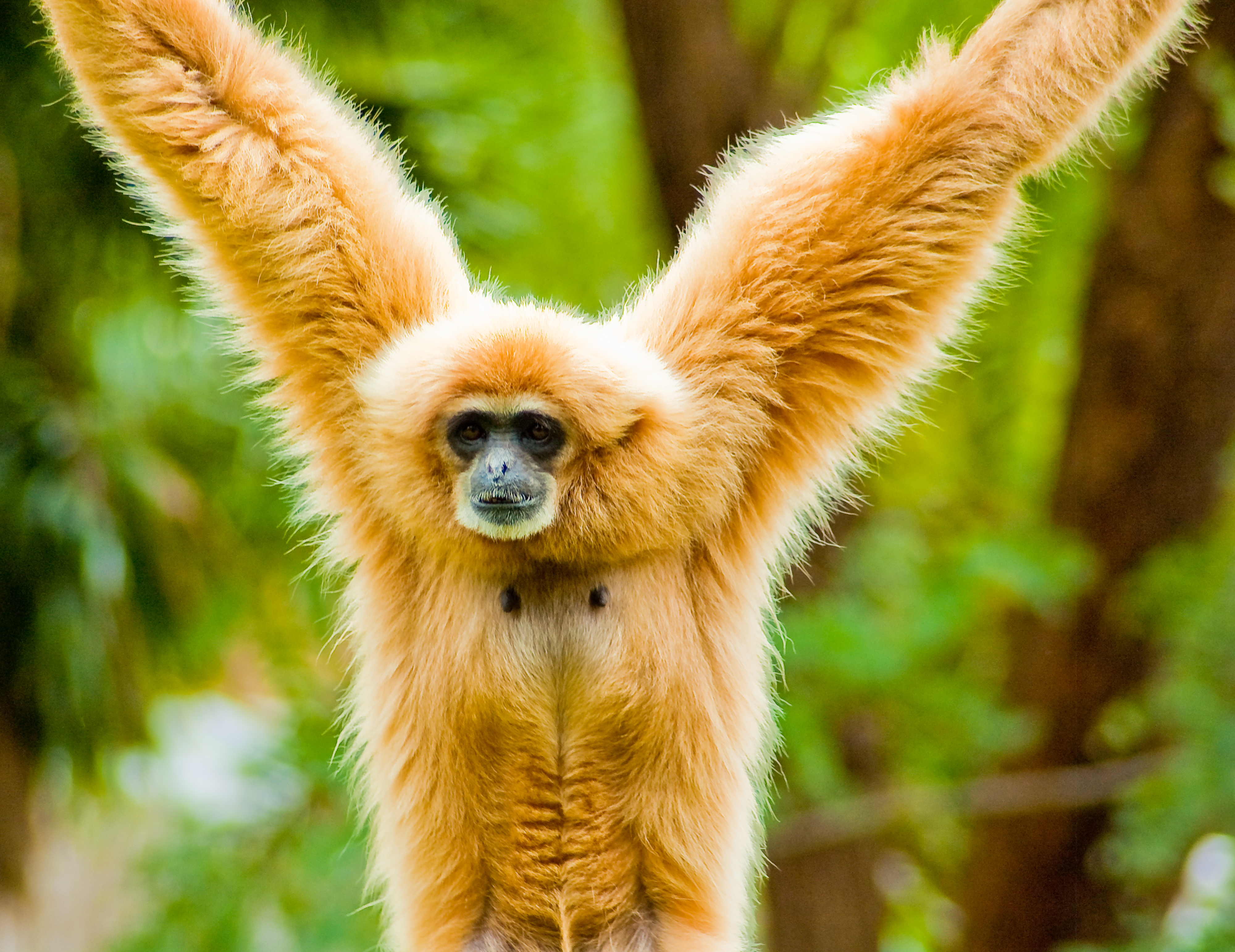